# Santiago Ihuitlán Plumas
Santiago Ihuitlán Plumas là một đô thị thuộc bang Oaxaca, México. Năm 2005, dân số của đô thị này là 419 người.